# Otachyrium boliviense
Otachyrium boliviense är en gräsart som beskrevs av Stephen Andrew Renvoize. Otachyrium boliviense ingår i släktet Otachyrium och familjen gräs. Inga underarter finns listade i Catalogue of Life.